# Mikael Nilsson
Mikael Nilsson (født 24. juni 1978 i Ovesholm, Sverige) er en tidligere professionel fodboldspiller fra Sverige, der spillede som enten back eller midtbanespiller. Han spillede igennem sin karriere i klubber som Ovesholms IF, Åhus Horna BK, Halmstads BK, Southampton, Panathinaikos FC, Brøndby IF og Fremad Amager.
Nilsson har tidligere optrådt for de svenske klubber Ovesholms IF, Åhus Horna BK og Halmstads BK, ligesom han tilbragte en kort periode hos Southampton F.C. Med Halmstad vandt han i 2000 det svenske mesterskab. I 2005 skiftede Nilsson til græske ligaklub Panathinaikos FC, hvor han spillede i 4 år, indtil han den 1. juli 2009 skiftede til Brøndby IF i den danske SAS Liga.

## Landshold
Nilsson nåede i sin tid som landsholdsspiller (2002-2009) at spille 64 kampe og score 3 mål for Sveriges landshold, som han debuterede for den 20. november 2002 i et opgør mod Tjekkiet. Han har efterfølgende repræsenteret sit land ved både EM i 2004, VM i 2006 samt EM i 2008.